# Coracine noire
Querula purpurata
Genre
Espèce
Statut de conservation UICN

 LC  : Préoccupation mineure
La Coracine noire (Querula purpurata) est une espèce de passereaux de la famille des Cotingidae. C'est la seule espèce du genre Querula. D'après Alan P. Peterson, c'est une espèce monotypique.

## Répartition et habitat
Elle est présente du Nicaragua à l'Amazonie (Guyane à l'est, la Bolivie au  sud, le Pérou à l'ouest). 
La coracine noire habite les forêts humides de plaine des pays où elle est présente.